# Santiago Pierotti
Santiago Pierotti (n. Pilar, Provincia de Santa Fe, Argentina; 3 de abril de 2001) es un futbolista argentino. Juega como extremo en la Unione Sportiva Lecce, de la Serie A de Italia.

## Carrera

### Inferiores
Pierotti se formó en el equipo de su ciudad, Pilar, en Atlético Pilar. Allí estuvo hasta 2014, cuando Colón posó sus ojos en él y se transformara en jugador de las inferiores del club santafesino.

### Colón
Pierotti debutó el 13 de abril de 2019, ingresando a los 39 minutos del segundo tiempo por Marcelo Estigarribia, en el empate a 0 frente a Tigre en la Copa de la Superliga.
Meses después, tuvo su primera titularidad, además que convirtió su primer gol. Fue por Copa Argentina frente a Sol de Mayo, partido que terminó 0-4 a favor del Sabalero. También ingresó a 9 minutos del final para disputar su primer partido en El Monumental, siendo éste el primer encuentro frente a uno de los cinco grandes.

## Selección nacional
En 2019, Pierotti fue convocado para jugar con la sub-18 en el COTIF. Debutó con la Albiceleste el 31 de julio en la victoria 1-4 frente a Mauritania. El pilarense ingresó a los 8 minutos del segundo tiempo. Durante ese torneo disputó 4 partidos y no convirtió.

## Estadísticas

### Clubes
Actualizado hasta su último partido disputado el 25 de mayo de 2025.
| Club                  | Div.          | Temporada     | Liga  | Liga  | Liga   | Copas nacionales | Copas nacionales | Copas nacionales | Torneos internacionales | Torneos internacionales | Torneos internacionales | Total | Total | Total  |
| Club                  | Div.          | Temporada     | Part. | Goles | Asist. | Part.            | Goles            | Asist.           | Part.                   | Goles                   | Asist.                  | Part. | Goles | Asist. |
| --------------------- | ------------- | ------------- | ----- | ----- | ------ | ---------------- | ---------------- | ---------------- | ----------------------- | ----------------------- | ----------------------- | ----- | ----- | ------ |
| C. A. Colón Argentina | 1.ª           | 2018-19       | —     | —     | —      | 1                | 0                | 0                | 2                       | 0                       | 0                       | 3     | 0     | 0      |
| C. A. Colón Argentina | 1.ª           | 2019-20       | 7     | 0     | 0      | 1                | 1                | 0                | —                       | —                       | —                       | 8     | 1     | 0      |
| C. A. Colón Argentina | 1.ª           | 2020-21       | —     | —     | —      | 2                | 0                | 2                | —                       | —                       | —                       | 2     | 0     | 2      |
| C. A. Colón Argentina | 1.ª           | 2021          | 17    | 0     | 0      | 12               | 2                | 1                | —                       | —                       | —                       | 29    | 2     | 1      |
| C. A. Colón Argentina | 1.ª           | 2022          | 24    | 2     | 0      | 9                | 2                | 0                | 5                       | 0                       | 0                       | 38    | 4     | 0      |
| C. A. Colón Argentina | 1.ª           | 2023          | 27    | 2     | 0      | 10               | 1                | 0                | —                       | —                       | —                       | 37    | 3     | 0      |
| C. A. Colón Argentina | Total club    | Total club    | 75    | 4     | 0      | 35               | 6                | 3                | 7                       | 0                       | 0                       | 117   | 10    | 3      |
| U. S. Lecce · Italia  | 1.ª           | 2023-24       | 11    | 0     | 2      | —                | —                | —                | —                       | —                       | —                       | 11    | 0     | 2      |
| U. S. Lecce · Italia  | 1.ª           | 2024-25       | 36    | 4     | 2      | 2                | 0                | 0                | —                       | —                       | —                       | 38    | 4     | 2      |
| U. S. Lecce · Italia  | Total club    | Total club    | 47    | 4     | 4      | 2                | 0                | 0                | 0                       | 0                       | 0                       | 49    | 4     | 4      |
| Total carrera         | Total carrera | Total carrera | 122   | 8     | 4      | 37               | 6                | 3                | 7                       | 0                       | 0                       | 166   | 14    | 7      |
| 1. 2.                 |               |               |       |       |        |                  |                  |                  |                         |                         |                         |       |       |        |

### Selección
| Selección     | Año           | Amistosos | Amistosos | Eliminatorias | Eliminatorias | Mundial | Mundial | Copa América | Copa América | Mundial Sub-20 | Mundial Sub-20 | COTIF | COTIF | Juegos Panamericanos | Juegos Panamericanos | Preolímpico | Preolímpico | Juegos Olímpicos | Juegos Olímpicos | Total | Total | Media goleadora |
| Selección     | Año           | PJ        | G         | PJ            | G             | PJ      | G       | PJ           | G            | PJ             | G              | PJ    | G     | PJ                   | G                    | PJ          | G           | PJ               | G                | PJ    | G     | Media goleadora |
| ------------- | ------------- | --------- | --------- | ------------- | ------------- | ------- | ------- | ------------ | ------------ | -------------- | -------------- | ----- | ----- | -------------------- | -------------------- | ----------- | ----------- | ---------------- | ---------------- | ----- | ----- | --------------- |
| Sub-18        | 2019          | -         | -         | -             | -             | -       | -       | -            | -            | -              | -              | 4     | 0     | -                    | -                    | -           | -           | -                | -                | 4     | 0     | 0               |
| Sub-18        | Total         | -         | -         | -             | -             | -       | -       | -            | -            | -              | -              | 4     | 0     | -                    | -                    | -           | -           | -                | -                | 4     | 0     | 0               |
| Total carrera | Total carrera | -         | -         | -             | -             | -       | -       | -            | -            | -              | -              | 4     | 0     | -                    | -                    | -           | -           | -                | -                | 4     | 0     | 0               |

## Palmarés

### Campeonatos nacionales
| Título                      | Club        | País      | Año  |
| --------------------------- | ----------- | --------- | ---- |
| Copa de la Liga Profesional | C. A. Colón | Argentina | 2021 |